# Норт-Йорк-Мурс
Национальный парк Норт-Йорк-Мурс (англ. North York Moors National Park) — национальный парк в графстве Норт-Йоркшир, на северо-востоке Англии, основанный в 1952 году. На его территории расположены одни из крупнейших вересковых болот Великобритании. В пределах парка проживают 23 380 человек.
С юга на север парк пересекают четыре дороги: A171, A169, A170 и B1257. Также по его территории проходит железнодорожная линия англ. Esk Valley Line и историческая железная дорога англ. North Yorkshire Moors Railway, где используются паровозы.
Парк представляет собой заболоченное плато, пересекаемое долинами, на которых раскинулись леса и поля. Крупнейшая из этих долин — Эскдейл, где протекает река Эск. Леса покрывают 22 % площади парка.
В парке представлены в основном породы юрского периода — известняк, песчаник и глина.
Со средневековья и до XIX века здесь добывали железную руду, с XVIII до начала XX века — также низкокачественный уголь. Сегодня экономика региона зависит от туризма и сельского хозяйства.

## Климат
Климат региона мягкий, характерный для Англии.
| Показатель                    | Янв. | Фев. | Март | Апр. | Май | Июнь | Июль | Авг. | Сен. | Окт. | Нояб. | Дек. | Год |
| ----------------------------- | ---- | ---- | ---- | ---- | --- | ---- | ---- | ---- | ---- | ---- | ----- | ---- | --- |
| Абсолютный максимум, °C       | 15   | 17   | 21   | 25   | 29  | 32   | 34   | 33   | 28   | 26   | 19    | 16   |     |
| Средний суточный максимум, °C | 3    | 4    | 8    | 10   | 15  | 18   | 21   | 20   | 17   | 13   | 8     | 4    |     |
| Средний суточный минимум, °C  | −2   | −1   | 0    | 2    | 4   | 8    | 10   | 10   | 8    | 5    | 1,5   | 0    |     |
| Абсолютный минимум, °C        | −16  | −14  | −10  | −7   | −5  | −1   | 4    | 5    | −1   | −8   | −11   | −13  |     |
| Норма осадков, мм             | 73   | 54   | 71   | 39   | 43  | 56   | 54   | 58   | 47   | 63   | 98    | 82   | 738 |
| Источник:                     |      |      |      |      |     |      |      |      |      |      |       |      |     |